# Botola 1 Pro 2015-2016
La Botola 1 Pro 2015-16 è la 60 edizione della massima divisione del Campionato marocchino di calcio. In questa stagione hanno giocato in 16 squadre per 30 giornate, per un totale di 240 partite. I primi due club accedono alla CAF Champions League 2017, al terzo posto accede alla Coppa della Confederazione CAF 2017, al quarto posto accede alla Champions League araba 2016, invece gli ultimi due scenderanno alla Botola 2 Pro 2016-2017. La squadra campione in carica è il Wydad Casablanca

## Squadre partecipanti
| Club                      | Città      | Stadio                          | Stagione               | 2014-15 |
| ------------------------- | ---------- | ------------------------------- | ---------------------- | ------- |
| Raja Casablanca           | Casablanca | Stade Mohamed V                 | Botola 1 Pro 2014-2015 | 8°      |
| Difaâ d'El Jadida         | El Jadida  | Stadio El Abdi                  | Botola 1 Pro 2014-2015 | 7°      |
| Far Rabat                 | Rabat      | Stade de prince moulay abdellah | Botola 1 Pro 2014-2015 | 11°     |
| Wydad Casablanca          | Casablanca | Stade Mohamed V                 | Botola 1 Pro 2014-2015 | 1°      |
| Olympique de Khouribga    | Khouribga  | Stadio di Phosphate             | Botola 1 Pro 2014-2015 | 2°      |
| Moghreb Athletic Tétouan  | Tétouan    | Stadio Saniat Rmel              | Botola 1 Pro 2014-2015 | 4°      |
| Maghreb de Fes            | Fès        | Stadio di Fès                   | Botola 1 Pro 2014-2015 | 10°     |
| Kawkab de Marrakech       | Marrakech  | Stade de Marrakech              | Botola 1 Pro 2014-2015 | 3°      |
| Hassania Agadir           | Agadir     | Stade Adrar                     | Botola 1 Pro 2014-2015 | 6°      |
| Renaissance Berkane       | Berkane    | Stade Municipal de Berkane      | Botola 1 Pro 2014-2015 | 9°      |
| Olympique Club de Safi    | Safi       | Stade El Massira                | Botola 1 Pro 2014-2015 | 12°     |
| Mouloudia Club d'Oujda    | Oujda      | Stade d'honneur d'Oujda         | Botola 2 Pro 2014-2015 | 2°      |
| Chabab Rif al Hoceima     | Al Hoceima | Stadio Mimoun Al Arsi           | Botola 1 Pro 2014-2015 | 14°     |
| Kénitra Athlétic Club     | Kenitra    | Stadio municipale di Kénitra    | Botola 1 Pro 2014-2015 | 13°     |
| Fath Union Sport de Rabat | Rabat      | Stade de prince moulay abdellah | Botola 1 Pro 2014-2015 | 5°      |
| Ittihad Riadi Tanger      | Tangeri    | Stadio di Tangeri               | Botola 2 Pro 2014-2015 | 1°      |

## Classifica
|                    | Pos. | Squadra          | Pt | G  | V  | N  | P  | GF | GS | DR  |
| ------------------ | ---- | ---------------- | -- | -- | -- | -- | -- | -- | -- | --- |
| Marocco (bandiera) | 1.   | FUS Rabat        | 58 | 30 | 16 | 10 | 4  | 40 | 21 | +19 |
|                    | 2.   | Wydad Casablanca | 56 | 30 | 16 | 8  | 6  | 34 | 19 | +15 |
|                    | 3.   | IR Tanger        | 50 | 30 | 14 | 8  | 8  | 36 | 23 | +13 |
|                    | 4.   | FAR Rabat        | 47 | 30 | 13 | 8  | 9  | 40 | 35 | +5  |
|                    | 5.   | Raja Casablanca  | 47 | 30 | 13 | 8  | 9  | 48 | 30 | +18 |
|                    | 6.   | Moghreb Tétouan  | 43 | 30 | 12 | 7  | 11 | 34 | 43 | -9  |
|                    | 7.   | RS Berkane       | 43 | 30 | 10 | 13 | 7  | 24 | 19 | +5  |
|                    | 8.   | Hassania Agadir  | 41 | 30 | 11 | 8  | 11 | 44 | 46 | -2  |
|                    | 9.   | Olympique Safi   | 37 | 30 | 9  | 10 | 11 | 23 | 27 | -4  |
|                    | 10.  | CRA              | 36 | 30 | 10 | 6  | 14 | 27 | 34 | -7  |
|                    | 11.  | Kénitra          | 35 | 30 | 10 | 5  | 15 | 26 | 37 | -11 |
|                    | 12.  | Ol. Khouribga    | 34 | 30 | 8  | 10 | 12 | 20 | 35 | -15 |
|                    | 13.  | Difaâ El Jadida  | 34 | 30 | 7  | 13 | 10 | 26 | 30 | -4  |
|                    | 14.  | Kawkab Marrakech | 34 | 30 | 7  | 19 | 14 | 26 | 30 | -7  |
|                    | 15.  | Mouloudia Oujda  | 29 | 30 | 5  | 14 | 11 | 24 | 31 | -7  |
|                    | 16.  | Maghreb Fès      | 29 | 30 | 7  | 8  | 15 | 26 | 41 | -15 |

Legenda:

      Campione del Marocco e ammessa alla CAF Champions League 2017

      Ammessa alla CAF Champions League 2017

      Ammessa alla Coppa della Confederazione CAF 2017

      Retrocesse in Botola 2 2016-2017